# 靜新亮麗鯛
靜新亮麗鯛，為輻鰭魚綱鱸形目隆頭魚亞目慈鯛科的其中一種，分布於非洲坦干伊喀湖南部流域，體長可達12公分，棲息在中底層水域，單獨活動，生活習性不明，可作為觀賞魚。

## 擴展閱讀
維基物種上的相關：靜新亮麗鯛